# Villars-Colmars
Pour les articles homonymes, voir Villars.
Villars-Colmars est une commune française située dans le département des Alpes-de-Haute-Provence, en région Provence-Alpes-Côte d'Azur.
Le nom de ses habitants est Villarois.

## Géographie

### Localisation

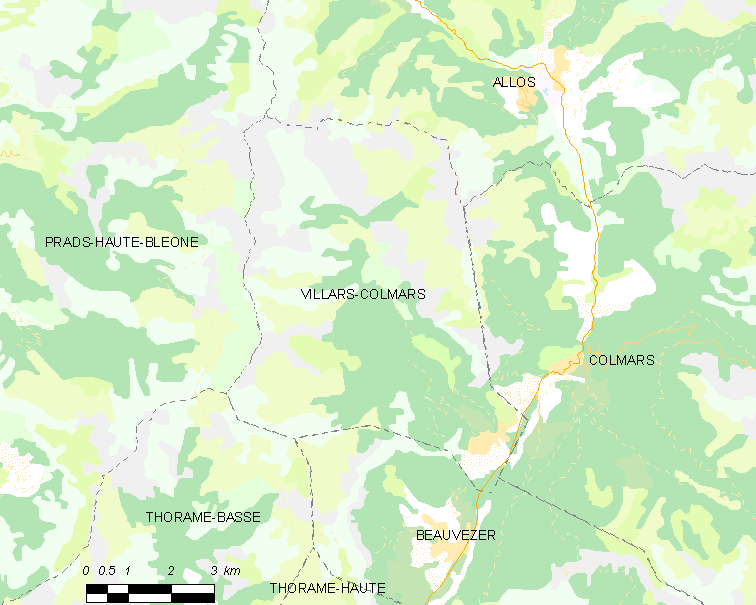
Villars-Colmars et les communes voisines (Cliquez sur la carte pour accéder à une grande carte avec la légende).

C'est un village aux portes du parc national du Mercantour.
Les communes limitrophes de Villars-Colmars sont à 3,1 km de Colmars  et Beauvezer, 10,6 km d'Allos, et à 15,2 km de Thorame-Basse.

### Géologie et relief

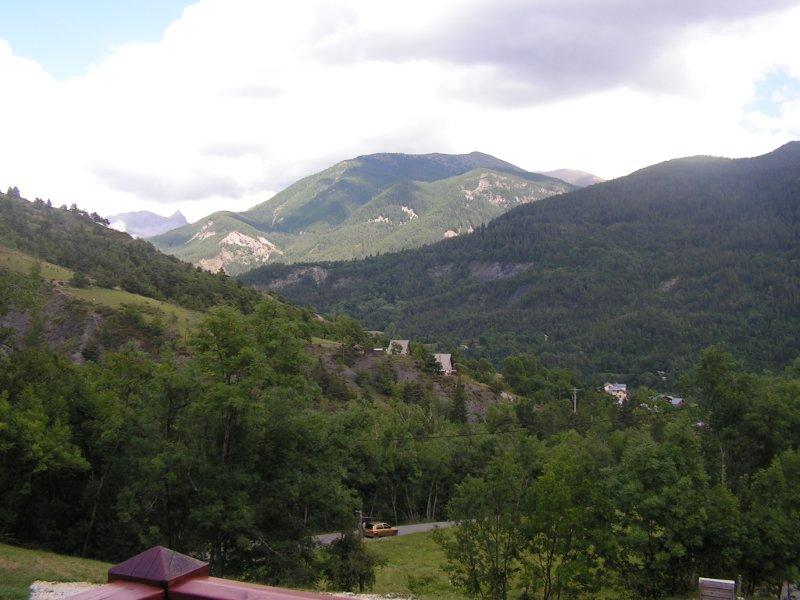
Paysage depuis 1300 m d'altitude.

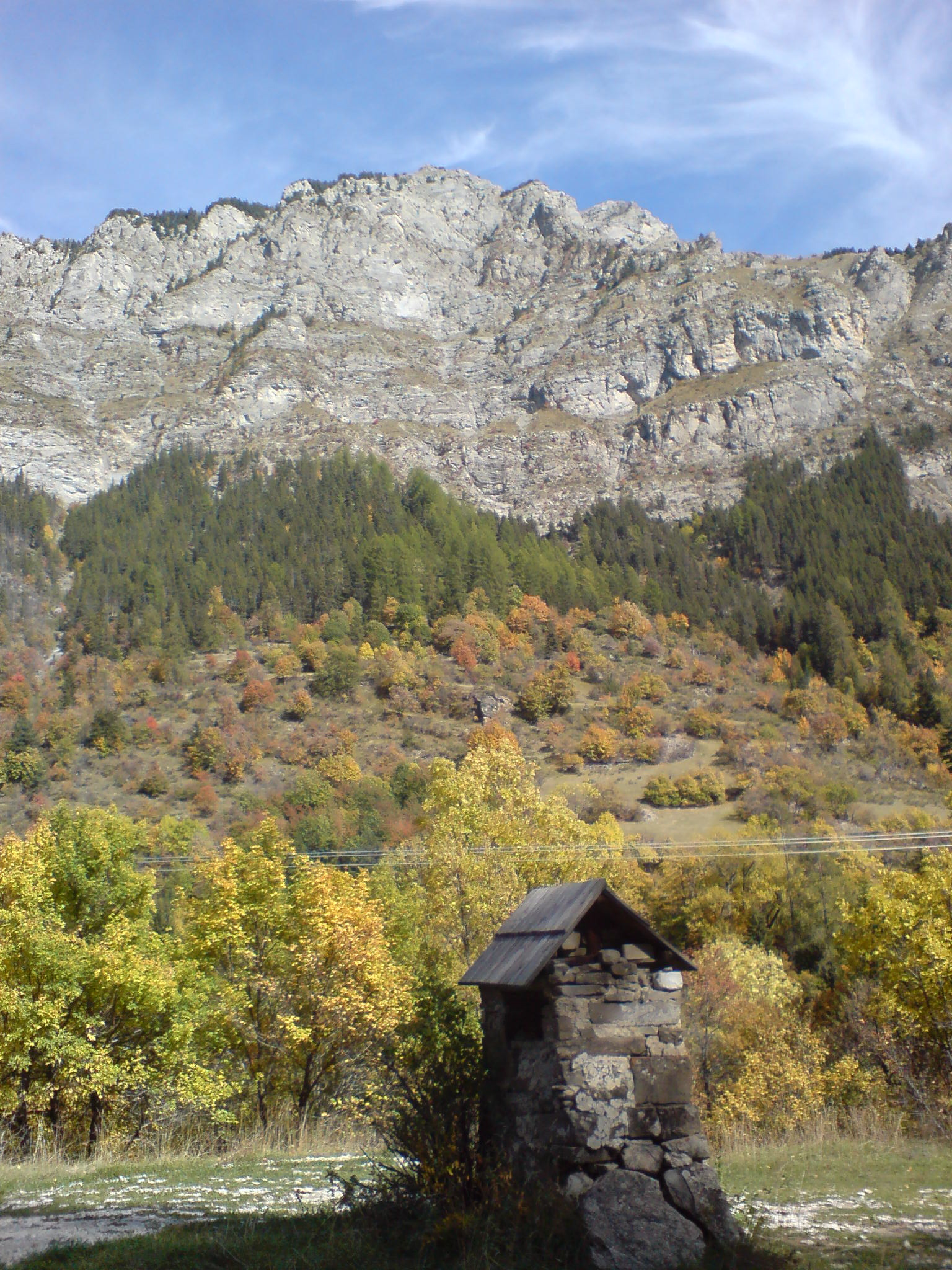
Barre de Maraval.

La commune se compose de 42,00 hectares de territoires artificialisés (1,02 %), 74,43 hectares de territoires agricoles (1,81 %) et 3 985,80 hectares de forêts et milieux semi-naturels (97,17 %).
Espaces naturels :
- Trois zone naturelle d'intérêt écologique, faunistique et floristique (Znieff) :

Massif de l'Autapie, du Caduc et du Mourre de Simance - Montagne du Carton,
Le Haut-Verdon, ses principaux affluents et leurs ripisylves, de sa source jusqu'à Vauclause,
Massif de la montagne du Cheval Blanc-Montagne de Côte longue-Montagne de Lachen - Montagne des Boules.
Surplombé par la « Gardette » et la « Croix du Puy », la commune comporte un hameau, Chasse, dans le vallon du même nom.
De nombreux sommets dépassent les 2 000 m d'altitude. Le point culminant est le Sommet du Caduc (2 650 m).

### Voies de communications et transports

#### Voies routières
La commune est desservie par la route départementale 2 Thorame-Haute / Colmars-les-Alpes.

#### Transports en commun
- Lignes régulières, navettes inter-vallées : Société Haut Verdon Voyage[10] (HVV) / réseau de transport en commun de la région Provence-Alpes-Côte d'Azur Zou !
- Le train des Pignes[11].
- Gare de Thorame-Haute, à 15,5 km[12].

### Hydrographie
Cours d'eau sur la commune ou à son aval,:
- Le Verdon,
- Ravins du jets des eaux et de juan,
- Torrent la chasse.

### Environnement
La commune compte 551 ha de bois et forêts.

### Risques naturels et technologiques
Aucune des 200 communes du département n'est en zone de risque sismique nul. Le canton d'Allos-Colmars auquel appartient Villars-Colmars est en zone 1b (sismicité faible) selon la classification déterministe de 1991, basée sur les séismes historiques, et en zone 4 (risque moyen) selon la classification probabiliste EC8 de 2011. La commune de Villars-Colmars est également exposée à quatre autres risques naturels : avalanche ; feu de forêt ; inondation ; mouvement de terrain.
La commune de Villars-Colmars n’est exposée à aucun des risques d’origine technologique recensés par la préfecture.
Le plan de prévention des risques naturels prévisibles (PPR) de la commune a été approuvé en 2006 pour les risques d’avalanche, d’inondation, de mouvement de terrain et de séisme ; le Dicrim n’existe pas.
La commune a été l’objet de deux arrêtés de catastrophe naturelle en 1994 pour des inondations et des coulées de boue (en septembre et en novembre).

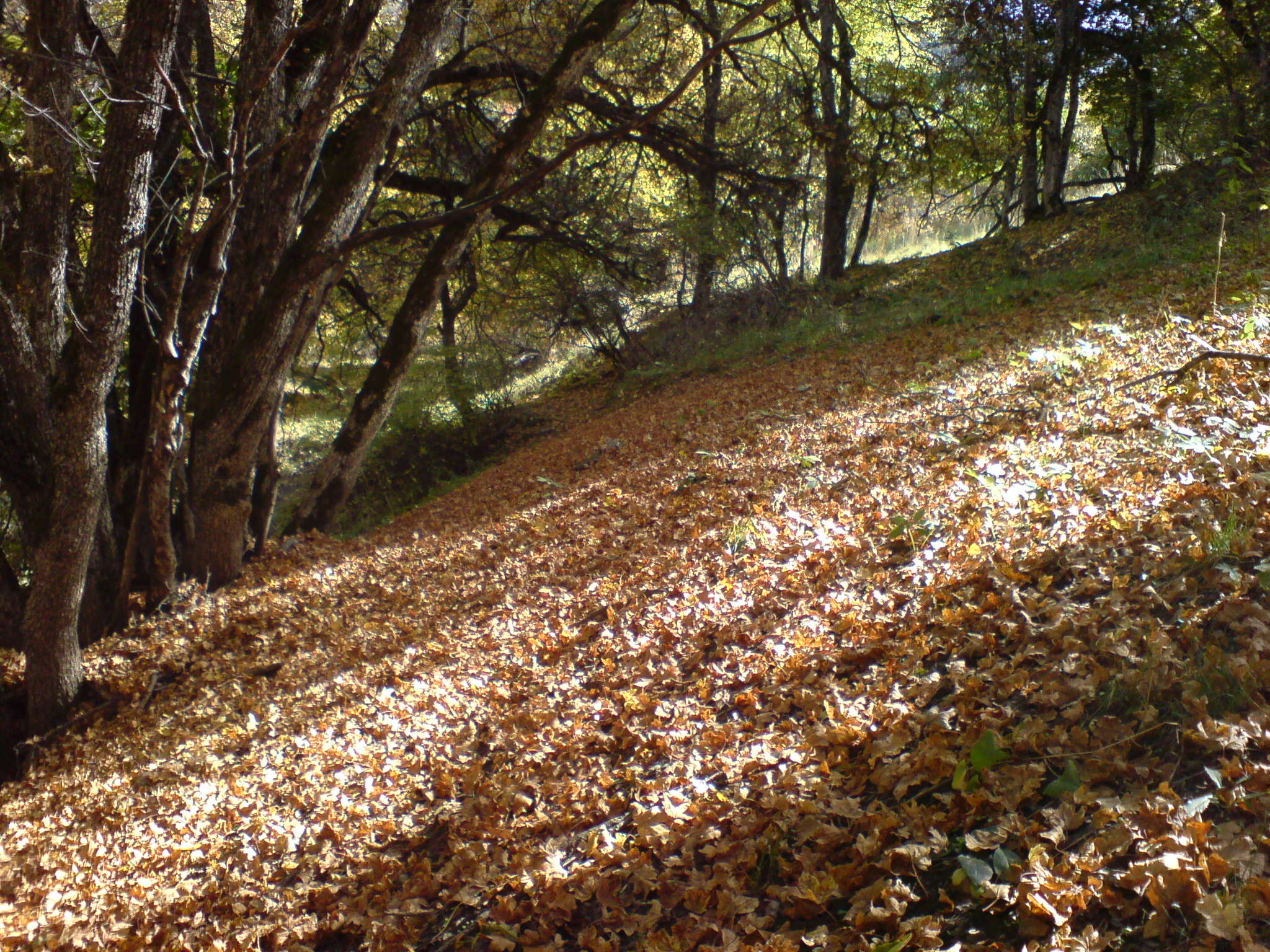
Sous-bois dans le vallon de Chasse.

### Climat
Pour des articles plus généraux, voir Climat de Provence-Alpes-Côte d'Azur et Climat des Alpes-de-Haute-Provence.
En 2010, le climat de la commune est de type climat de montagne, selon une étude du Centre national de la recherche scientifique s'appuyant sur une série de données couvrant la période 1971-2000. En 2020, Météo-France publie une typologie des climats de la France métropolitaine dans laquelle la commune est exposée à un climat de montagne ou de marges de montagne et est dans la région climatique Alpes du sud, caractérisée par une pluviométrie annuelle de 850 à 1 000 mm, minimale en été.
Pour la période 1971-2000, la température annuelle moyenne est de 8,9 °C, avec une amplitude thermique annuelle de 16,6 °C. Le cumul annuel moyen de précipitations est de 868 mm, avec 6,3 jours de précipitations en janvier et 6 jours en juillet. Pour la période 1991-2020, la température moyenne annuelle observée sur la station météorologique de Météo-France la plus proche, « Allos_sapc », sur la commune d'Allos à 8 km à vol d'oiseau, est de 8,4 °C et le cumul annuel moyen de précipitations est de 1 043,5 mm. 
La température maximale relevée sur cette station est de 34,5 °C, atteinte le 28 juin 2019 ; la température minimale est de −17 °C, atteinte le 6 février 2012,,.
Les paramètres climatiques de la commune ont été estimés pour le milieu du siècle (2041-2070) selon différents scénarios d'émission de gaz à effet de serre à partir des nouvelles projections climatiques de référence DRIAS-2020. Ils sont consultables sur un site dédié publié par Météo-France en novembre 2022.

### Toponymie
Le nom du village est le pluriel de l’occitan vilar, désignant un village ou un hameau ; selon les Fénié, la forme spécifique Villars+nom de village indique qu’il s’agit à l’origine d’un village dépendant de Colmars.

## Économie

### Agriculture
- Michel Barbaroux, agriculteur[28] propriétaire exploitant[29].
- En partenariat avec la SAFER, la commune a pris des mesures pour maîtriser le foncier agricole afin de faciliter l’installation de jeunes agriculteurs[30].
- Le sentier thématique “Amountagna”, histoire d’un chemin[31].

### Tourisme
- 1 Camping Le Haut Verdon[32].
- Gites : Cabane « Marie-Louise »[33]…
- 1 Hôtel-restaurant[34].
- Lac de Castillon (bordant Saint-André-les-Alpes[35]) à 27 km.

### Commerces
- Commerces et services de proximité[36] : Petit Casino, restaurants, institut de beautés, station service[37]...
- Scierie du Mézelin[38].

## Histoire
Le nom du peuple installé dans la haute vallée du Verdon n'est pas certain, mais il peut s’agir des Eguiturii. À la fin de l'Empire romain, la haute vallée du Verdon dépend de la civitas et de l’évêché de Thorame.
Sous l'Ancien Régime, le village de Villars et le village d'altitude Chasse faisaient partie de la communauté de Colmars qui était un fief dépendant des comtes de Provence. En tant que membres de la communauté de Colmars, les habitants des deux villages ont bénéficié  de l'octroi du consulat à Colmars par le comte Raimond Bérenger V, le 27 novembre 1233, privilèges étendus lors de la guerre de l'Union d'Aix, qui dure de 1382 à 1387. Voir l'article Colmars pour plus de détails sur les négociations des privilèges liés au consulat.
Villars dépendait aussi de Colmars pour l'économie : les cordeillats (grosse toile de laine tissée à domicile) produits à Villars étaient vendus lors de la foire de septembre, qui suivait celle de Colmars.
En 1690, un détachement de l’armée piémontaise assiège Colmars et incendie Villars,.

### Révolution française
La commune a été constituée en 1792 à la suite d'un différend entre les deux villages concernant le blé produit par les habitants de Villars. En octobre 1790, alors que la crise frumentaire à l’origine de la Révolution persiste, le maire de Colmars vient à Villars y prendre du grain qu’il y stocke, pour le déplacer à Colmars. Les habitants de Villars s’y opposent, et seule l’intervention de la troupe (Colmars était un bourg militaire) permet le transport. Cet accrochage, qui se double d’un second le 8 novembre déboucha sur la scission en deux communes de Colmars et Villars-Colmars en mai 1792.
Durant la Révolution, la commune compte une société patriotique, créée après la fin de 1792.

### XIXesiècle
La commune connaît un certain essor industriel grâce au tissage de la laine. En 1813, il y a quatre usines textiles employant 67 ouvriers. Par la suite, cette activité se modernise : une fabrique est ouverte en 1832 par Honoré Roux, sur le modèle de la fabrique Honnorat de Saint-André-de-Méouilles. Deux fabriques emploient ensuite entre 10 et 15 ouvriers et ferment avant 1900.
La Révolution et l’Empire apportent nombre d’améliorations, dont une imposition foncière égale pour tous, et proportionnelle à la valeur des biens de chacun. Afin de la mettre en place sur des bases précises, la levée d’un cadastre est décidée. La loi de finances du 15 septembre 1807 précise ses modalités, mais sa réalisation est longue à mettre en œuvre, les fonctionnaires du cadastre traitant les communes par groupes géographiques successifs. En 1827, le cadastre dit napoléonien de Villars-Colmars est achevé.

## Politique et administration

### Liste des maires
| Période                                  | Période   | Identité       | Étiquette | Qualité                    |
| ---------------------------------------- | --------- | -------------- | --------- | -------------------------- |
| Les données manquantes sont à compléter. |           |                |           |                            |
| mai 1945                                 |           | Louis Giraud   |           |                            |
|                                          |           |                |           |                            |
| 1971                                     |           | André Guirand  |           |                            |
|                                          | mars 2002 | René Damiano   |           |                            |
| mars 2002                                | mars 2008 | Charles Simian |           |                            |
| mars 2008                                | juin 2020 | André Guirand, | UMP-LR    | Retraité gérant de scierie |
| 28 juin 2020                             | En cours  | Laurent Roux   |           | Artisan                    |

### Intercommunalité
Villars-Colmars fait partie : 
- jusqu'en 2016, de la communauté de communes du Haut-Verdon Val d'Allos ;
- à partir du 1er janvier 2017, de la communauté de communes Alpes Provence Verdon.

### Urbanisme
La commune dispose, :
- d'un plan local d'urbanisme[63],
- d'un plan de prévention des risques naturels (PPR)[64].

### Typologie
Au 1er janvier 2024, Villars-Colmars est catégorisée commune rurale à habitat dispersé, selon la nouvelle grille communale de densité à 7 niveaux définie par l'Insee en 2022.
Elle est située hors unité urbaine et hors attraction des villes,.

### Budget et fiscalité
Les comptes 2009 à 2023 de la commune s’établissent comme suit ,: 
| Postes                                           | 2009 | 2010 | 2011 | 2012 | 2013 | 2014 | 2015 | 2016 | 2017 | 2018 | 2019 | 2020 | 2021 | 2022 | 2023 |
| ------------------------------------------------ | ---- | ---- | ---- | ---- | ---- | ---- | ---- | ---- | ---- | ---- | ---- | ---- | ---- | ---- | ---- |
| Produits de fonctionnement                       | 440  | 450  | 523  | 501  | 501  | 641  | 486  | 497  | 508  | 524  | 897  | 758  | 615  | 606  | 650  |
| Charges de fonctionnement                        | 312  | 350  | 399  | 373  | 393  | 457  | 381  | 371  | 372  | 368  | 684  | 456  | 490  | 610  | 550  |
| Ressources d’investissement                      | 276  | 375  | 411  | 223  | 456  | 239  | 579  | 146  | 162  | 188  | 431  | 53   | 45   | 364  | 162  |
| Emplois d’investissement                         | 414  | 408  | 346  | 413  | 198  | 565  | 375  | 123  | 192  | 152  | 243  | 173  | 272  | 178  | 263  |
| Dette                                            | 427  | 525  | 554  | 619  | 682  | 704  | 742  | 653  | 579  | 534  | 544  | 476  | 399  | 322  | 247  |
| Source : Ministère de l’Économie et des Finances |      |      |      |      |      |      |      |      |      |      |      |      |      |      |      |

Fiscalité 2023
- Taux d’imposition Taxe d’habitation : 9,97 %
- Taxe foncière sur propriétés bâties : 27,30 %
- Taxe foncière sur les propriétés non bâties : 43,29 %
- Taxe additionnelle à la taxe foncière sur les propriétés non bâties : 0,00 %
- Cotisation foncière des entreprises : 0,00 %
- Montant total des dettes dues par la commune : 247 000 euros. Population légale : 253 habitants, soit 967 euros par habitant.

Chiffres clés Revenus et pauvreté des ménages en 2021 : médiane en 2021 du revenu disponible, par unité de consommation : 20 320 €.

## Population et société

### Démographie

#### Évolution démographique
En 2022 , Villars-Colmars comptait 254 habitants. À partir du XXIe siècle, les recensements réels des communes de moins de 10 000 habitants ont lieu tous les cinq ans (2005, 2010, 2015, etc. pour Villars-Colmars). Depuis 2004, les autres chiffres sont des estimations.
| 1793 | 1800 | 1806 | 1821 | 1831 | 1836 | 1841 | 1846 | 1851 |
| ---- | ---- | ---- | ---- | ---- | ---- | ---- | ---- | ---- |
| 600  | 581  | 754  | 634  | 685  | 678  | 672  | 649  | 602  |

| 1856 | 1861 | 1866 | 1872 | 1876 | 1881 | 1886 | 1891 | 1896 |
| ---- | ---- | ---- | ---- | ---- | ---- | ---- | ---- | ---- |
| 604  | 570  | 532  | 518  | 501  | 500  | 406  | 373  | 319  |

| 1901 | 1906 | 1911 | 1921 | 1926 | 1931 | 1936 | 1946 | 1954 |
| ---- | ---- | ---- | ---- | ---- | ---- | ---- | ---- | ---- |
| 287  | 268  | 280  | 216  | 192  | 175  | 136  | 125  | 131  |

| 1962 | 1968 | 1975 | 1982 | 1990 | 1999 | 2005 | 2006 | 2010 |
| ---- | ---- | ---- | ---- | ---- | ---- | ---- | ---- | ---- |
| 94   | 107  | 97   | 141  | 203  | 209  | 228  | 228  | 253  |

| 2015 | 2020 | 2022 | - | - | - | - | - | - |
| ---- | ---- | ---- | - | - | - | - | - | - |
| 256  | 250  | 254  | - | - | - | - | - | - |

L’histoire démographique de Villars-Colmars est marquée par une période d’« étale » où la population reste stable à un niveau élevé. Cette période dure de 1806 à 1846. L’exode rural provoque ensuite un mouvement de perte de population de longue durée. En 1891, la commune enregistre la perte de plus de la moitié de sa population. Le mouvement de perte se poursuit jusqu’aux années 1960. Depuis, la population a repris sa croissance sans remonter au-delà des 50 % du maximum historique.

### Enseignement
Comme de nombreuses communes du département, Villars-Colmars se dote d’écoles bien avant les lois Jules Ferry : en 1863, elle compte déjà deux écoles dispensant une instruction primaire aux garçons au village chef-lieu et au hameau de Chasse. Les filles ne sont pas concernées, la loi Falloux ne s’appliquant pas dans les petites communes.
Les établissements d'enseignements les plus proches sont :
- écoles maternelles et primaires : Thorame-Haute[79], Colmars-les-Alpes[80] et Allos.
- collèges : le collège René-Cassin à Saint-André-les-Alpes, Annot, Barcelonnette,
- Lycées : Barcelonnette.

### Santé
Les professionnels et établissements de santé les plus proches sont à Colmars-les-Alpes : Cabinets médicaux, kinesthésie, Infirmières, Dentiste, Pharmacie.
Hôpitaux et cliniques les plus proches :
- Centre hospitalier de Digne-les-Bains[84] à 73 km[85].
- Hôpital Local de Castellane à 47 km[86].

### Équipements sportifs
- Parcours-sportif-santé[87].
- Site d'escalade en falaise.
- Centre Équestre « Le Verdon à cheval »[88].

### Cultes
Culte catholique dépendant du Diocèse de Digne, Doyenne Var et Verdon, Paroisses du secteur Haut Verdon-Val d’Allos-Val d’Issole.

## Lieux et monuments

Monuments de Villars-Colmars
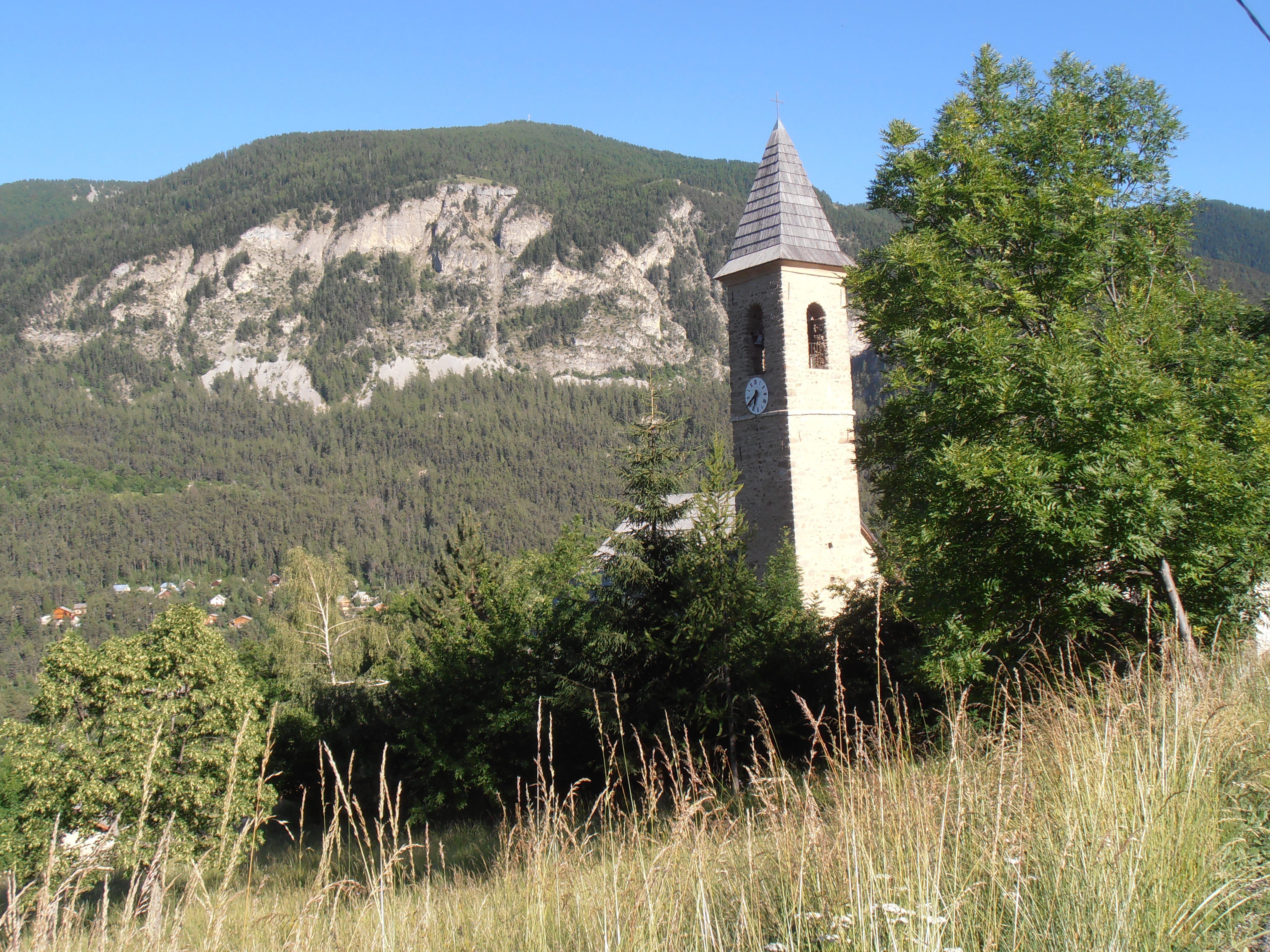
Clocher de l'église dans le paysage.
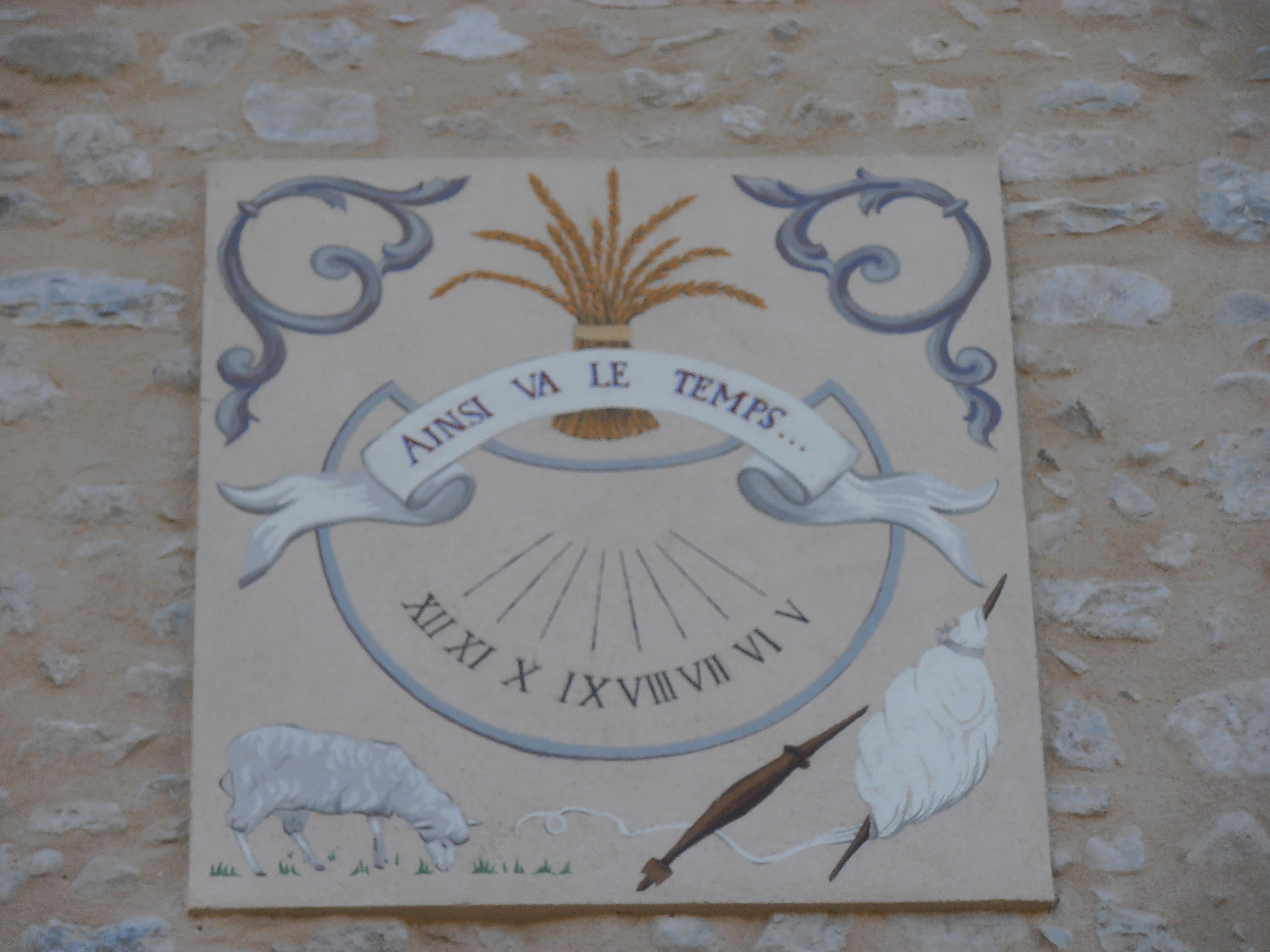
Cadran solaire église.
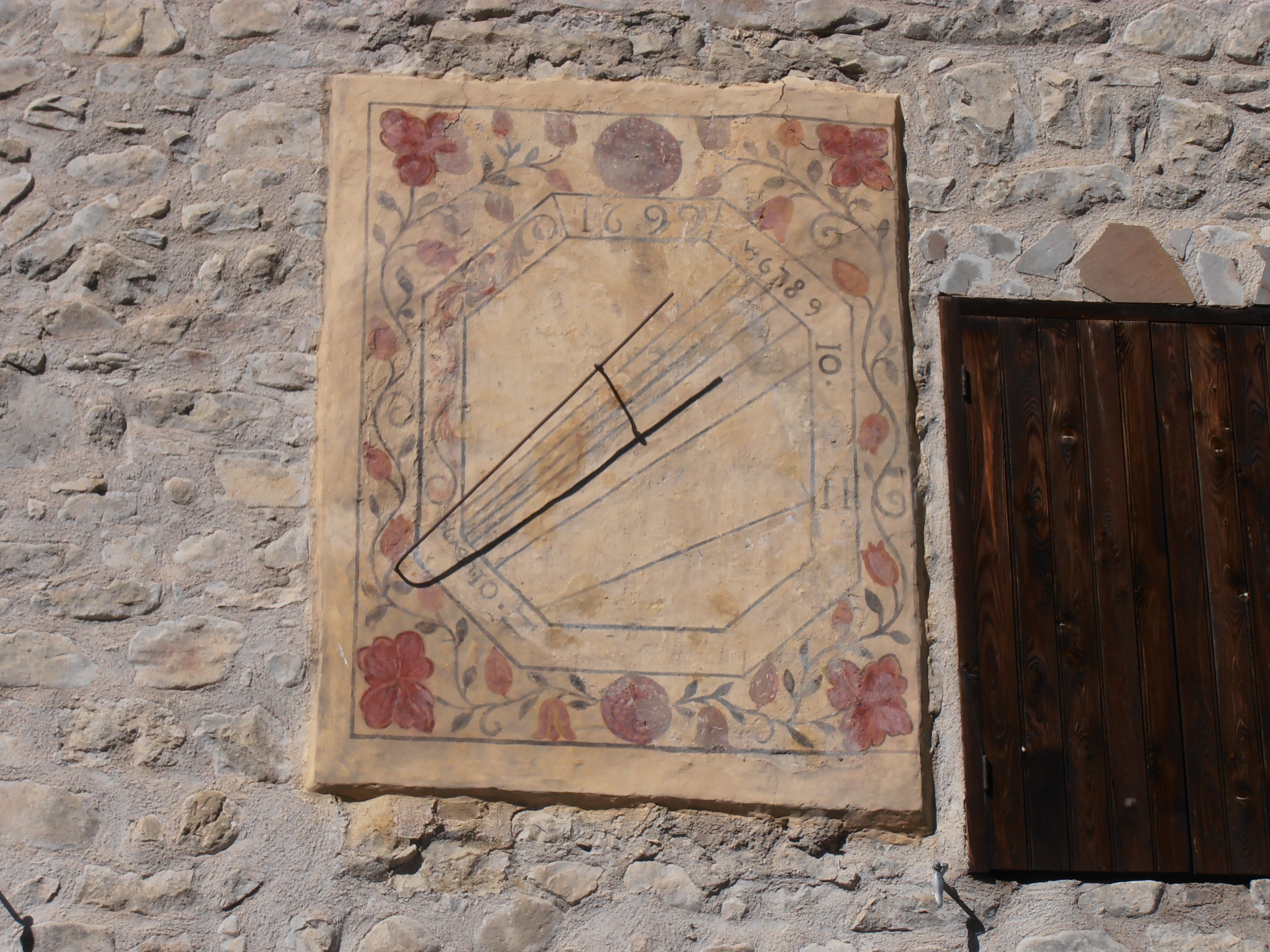
Cadran solaire de 1699.
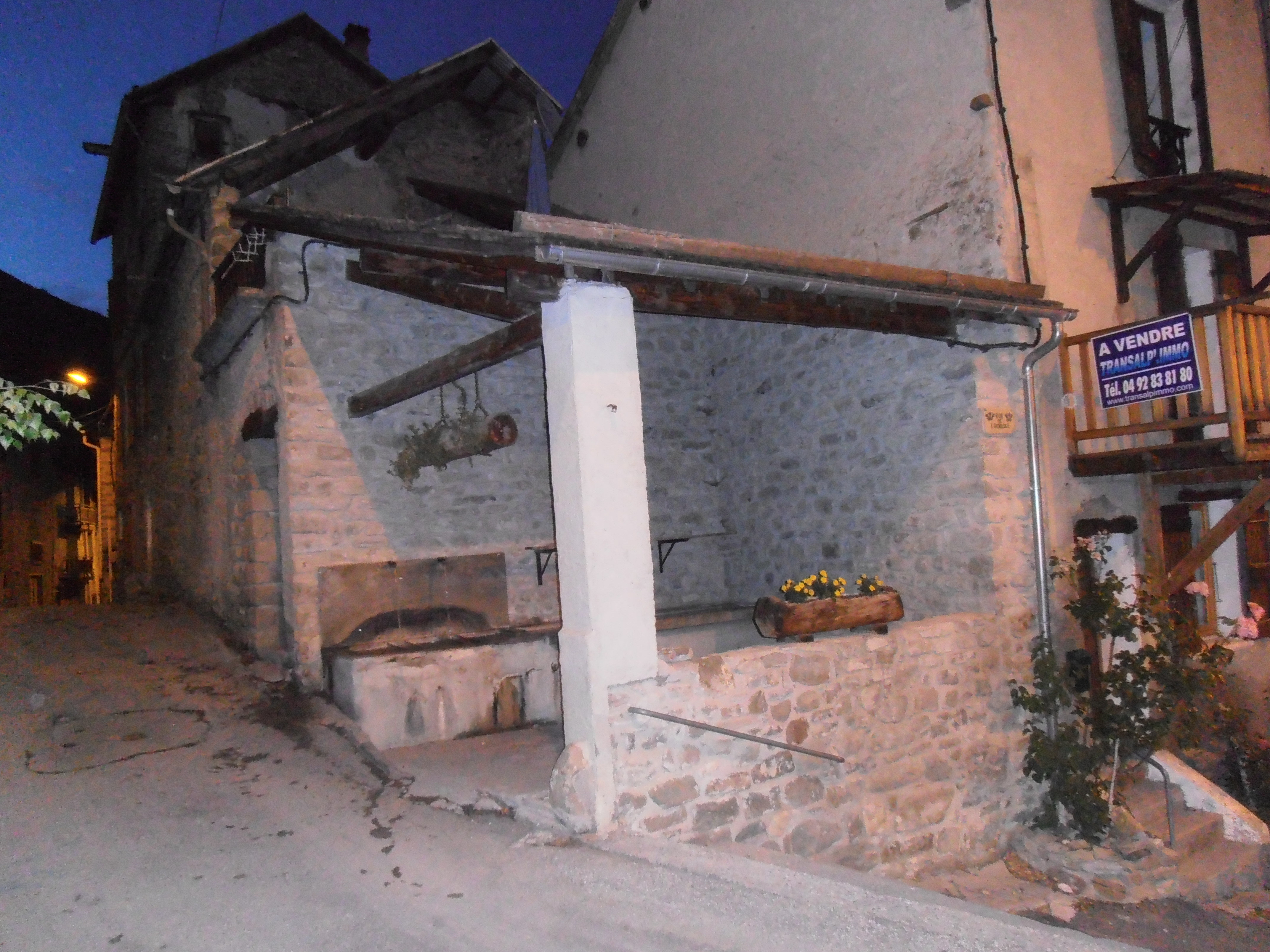
Lavoir.

Patrimoine religieux
- L’église paroissiale Saint-Sévère ou de la Transfiguration[91], ou encore du Saint-Sauveur[92], romane, est agrandie en 1833[93]. Elle comporte une nef de quatre travées voûtées d’arêtes, mais imitant les croisées d’ogives. Les clefs de voûte sont ornées d’une rosace. Du côté sud, un bas-côté flanque la nef ; les têtes d’anges qui ornent les impostes sont du XVIIe siècle. La tour du clocher est construite contre le chœur[91],[94],[95];
- L'église Saint-Raphaël, restaurée avec la participation de la Fondation du patrimoine, se trouve au hameau de Chasse[96] ;
- La chapelle Saint-Blaise[97] ou de la Visitation est couverte de bardeaux[92]. Elle compte dans son mobilier un retable en bois doré, du XVIIe siècle, qui est classé monument historique au titre objet[98], un ciboire d’argent, de la même époque, et deux calices d’argent, du XVIIIe siècle, également classés. Les deux calices sont l’œuvre d’un orfèvre de Digne, Jean-Pierre Castor ; l'un d’eux a été volé[99],[100] ;
- La chapelle Saint-Pierre est située à l'écart de Chasse[92] ;
- Neuf oratoires sont dispersés sur le territoire de la commune (1 à Chasse), l’oratoire Notre-Dame-de-la-Garde datant de 1750[101].

Autres patrimoines
- Lavoirs, fontaines, vieilles portes, cadrans solaires, passages voûtés pavés, vieilles maisons en pierre et maisons récemment restaurées et paysages constituent le décor très pittoresque de ce village[102].
- Les cadrans solaires[103] :
  - Le cadran solaire[104],[105] de la maison communale date de 1699 (elle servait alors d’école[106]). Il est orné d’un riche décor végétal aux couleurs vives (rouges, bruns, jaunes, beiges) et ne porte pas de légende[107]. Il est inscrit sur l'inventaire supplémentaire des monuments historiques[108].
  - Montée Saint-François. Devise : "Tempus fugit" "Le temps s'enfuit".
  - Nouveau cadran peint de l'église. Devise : "Ainsi va le temps"
  - Un autre cadran moderne est orné d’un arbre, sous les rayons horaires, avec les montagnes en fond et des oiseaux[107].
- Dans l'hôtel du Chaffaut, un grand poêle de chauffage en faïence de Moustiers-Sainte-Marie, œuvre de Joseph III Fouque sur commande du conseil général (1838), a été acheté par l’hôtel quand le conseil général se désista. Il est signé et classé[109].
- Le sentier thématique « Amountagna »[110].
- Monument aux morts[111].

## Personnalités liées à la commune
- Christian Darasse, auteur de bande dessinée, né dans la commune.
- Christian Marty, commandant de bord du Concorde accidenté le 25 juillet 2000, repose au cimetière depuis le 8 août 2000. Le 26 février 1982 Christian Marty fut l'un des premiers véliplanchistes à traverser l'Atlantique, d'où son surnom de « Lindbergh de la planche ». Qu'il a raconté dans son livre « l'Atlantique à mains nues » Editions du chêne.

## Héraldique
| Blason de Villars-Colmars | Blason  | D’or au bourg de gueules ajouré de sable, bâti au bord d'un lac d'argent sur une terrasse de sinople.                             |
| Blason de Villars-Colmars | Détails | Historiquement, Villars dépendait de Colmars, c'est une commune depuis mai 1792. Le statut officiel du blason reste à déterminer. |